# Gustavsfors kapell
Gustavsfors kapell är en kyrkobyggnad i bruksorten Gustavsfors i Bengtsfors kommun. Det tillhör Torrskogs församling i Karlstads stift. 

## Historia
Byggnaden uppfördes 1891 av en förening inom Evangeliska fosterlandsstiftelsen som kallade sig Kyrkans vänner. Även Missionsförsamlingen i Gustavsfors bidrog till arbetet och hade möten i kapellet. År 1895 löste Kyrkans vänner ut missionsförsamlingen som uppförde ett eget missionshus. Åren 1930-1941 hyrdes kapellet av Betaniaförsamlingen innan Torrskogs församling på 1940-talet firade sin första gudstjänst där. I mitten av 1950-talet köpte Torrskogs församling byggnaden. Efter renoveringen 1957 invigdes den av biskopen i Karlstads stift. 

## Kyrkobyggnaden
Kapellet är en enkel långsmal byggnad av frikyrkokaraktär som ligger i nord-sydlig riktning. Mot nordost finns en mindre vinkeltillbyggnad från 2000 för kapprum och toalett. Kyrksalen byggdes till mot norr 1957 varvid ett kök och ett mindre samlingsrum tillkom. Fasaderna är klädda av ljusgrå eternitplattor, förutom den senaste tillbyggnaden som är klädd med ljusblå locklistpanel. Ursprungsbyggnaden har sadeltak täckt av rödmålad sinuskorrugerad plåt. Tillbyggnaderna från 1957 och 2000 har pulpettak, täckt av samma material. Huvudingången är på södra gaveln och man kommer direkt in i kyrkorummet. Ingångar finns också till kapprummet i nordost och till köket i husets nordvästra del. 
Kyrkorummet har ett förhöjt korparti mot norr. Golvet är av parkett och de vita väggarna och taket är klädda med träfiberplattor och väggarna är täckta med strukturtapet. Taket är svagt välvt.

## Klockstapel
Klockstapeln från 1959 är byggd av runda stockar. Den har ett sadeltak av brädor.

## Inventarier
- Altaret består av ett löst vitlaserat modernt träbord och altarring saknas.
- Ett tidigare träaltare med slät altarring från 1957 är nu placerat i den så kallade lilla salen.
- En altartavla med motivet Vision i smedjan återspeglar brukets och smedjans tidigare betydelse för Gustavsfors. Den är utförd 1978 av Olga Aue-Birkfeldt i metall och en mängd olika sten- och mineralmaterial.
- Predikstolen är en enkelt utformad talarstol.
- Till höger i koret står en dopfunt av trä.
- Det finns en elorgel i kapellet.